# 格伦·默文
格伦·默文（英語：Glen Mervyn，1937年2月17日—2000年3月18日），加拿大男子赛艇运动员。他曾代表加拿大参加1960年夏季奥林匹克运动会赛艇比赛，获得男子八人单桨有舵手银牌。